# Ensaio
Ensaio é uma obra de reflexão que versa sobre determinado tema, sem que o autor pretenda esgotá-lo, exposta de maneira pessoal ou mesmo subjetiva. Ao contrário do estudo, o ensaio não é investigativo, podendo ser impressionista ou opinativo. É um texto breve, situado entre o poético e o didático, contendo ideias, críticas e reflexões sobre diferentes temas. Menos formal que o tratado, presta-se à defesa de um ponto de vista pessoal acerca de um dado tema (filosófico, científico, político, social, cultural, moral, comportamental, literário, religioso etc.), sem que se paute em formalidades como documentos ou provas empíricas ou dedutivas de caráter científico.
O ensaio assume a forma livre e assistemática sem um estilo definido. Por essa razão, o filósofo espanhol José Ortega y Gasset o definiu como "a ciência sem prova explícita".

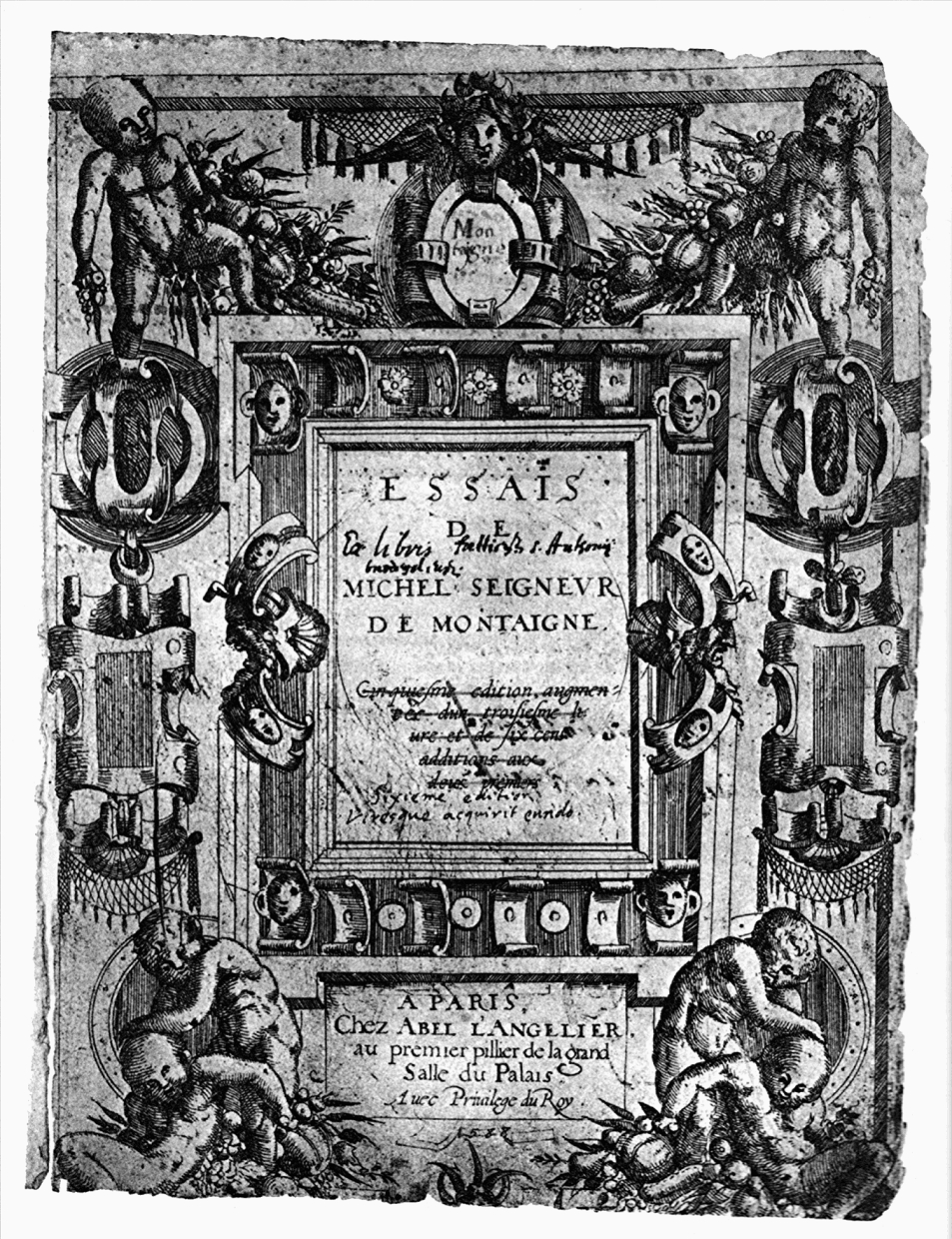
Ensaios de Michel de Montaigne

## Origens
Surgidos no final do século XVI, ensaios são simples opiniões, pensamentos que não devem ser levados muito a sério. Foi isso que o escritor e filósofo francês Michel de Montaigne (1533-1592) idealizou ao escrever seus essais (1580; Ensaios). Ele queria dizer que aquilo eram tentativas, simples esboços literários (o termo francês deriva do verbo essayer, que significa "tentar"). Na Inglaterra, o filósofo Francis Bacon, primeiro grande ensaísta inglês, publicava essays (1597; Ensaios). Porém, o que Michel de Montaigne criaria, junto com Bacon, séculos mais tarde se tornaria um dos principais gêneros literários dos críticos e filósofos, além de influenciar radicalmente a história.

## Divisões
Originalmente, o ensaio se divide em formal ou discursivo e informal ou comum. No formal, os textos são objetivos, metódicos e estruturados, dirigidos mais a assuntos didáticos, críticas oficiais, etc.. Já o informal é mais subjetivo e caprichoso em fantasia, o que o torna muito mais vinculável. Com essa característica, o ensaio comum explodiu na Europa do século XIX e primeira metade do século XX. O objetivo do ensaio é fazer algo comum, de fácil leitura, em que se possa fazer rápido, sem compromisso em dizer a verdade ou provar tal coisa, algo que possa ser discutido em casas de cafés, de intelectuais a cidadãos comuns. É por isso que o ensaio se tornou um gênero literário tão popular.

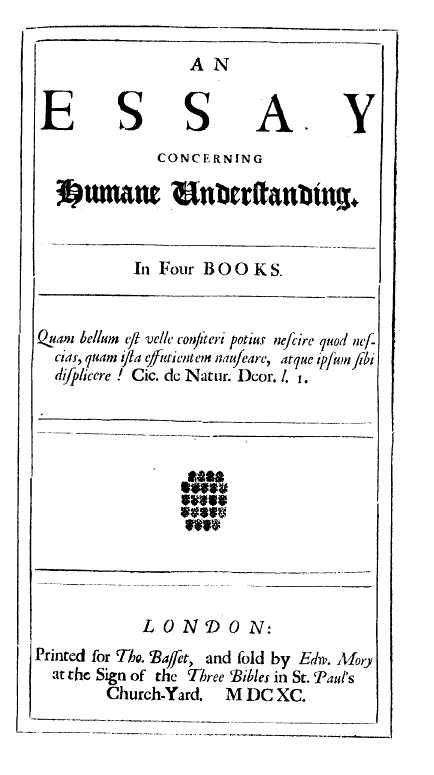
Ensaio acerca do Entendimento Humano de John Locke 1690

## Ensaios modernos
Depois de Montaigne e Bacon lançarem as bases do ensaio, ele ficou esquecido durante quase todo o século XVII, sendo que poucos foram os que dele lembraram. Em 1666, o filósofo empirista John Locke publicou Essay Concerning Toleration (Ensaio sobre a tolerância). Mas o reformador do ensaio inglês foi o poeta Abraham Cowley, com "Several Discourses by Way of Essays" ("Vários discursos à maneira de ensaios") e "Of Myself" ("Sobre mim mesmo"), incluídos em Essays, só publicados em 1906.
Em princípios do século XVIII, o ensaio informal invadiu o jornalismo inglês, com Daniel Defoe. Estava aberto o caminho para a contribuição decisiva de Joseph Addison e Richard Steele, que levaram o gênero à perfeição estilística e a um êxito sem precedentes nas páginas dos periódicos The Tatler (1709-1711), The Spectator (1711-1714) e The Guardian (1713), que eles próprios fundaram e dirigiram, e em cujas páginas brilharam os poetas Alexander Pope (o único a produzir ensaios em verso) e John Gay. Addison e Steele influenciaram toda uma geração de mestres ingleses, ao longo dos séculos XVIII e XIX. Outro notável ensaísta inglês do século XVIII foi Samuel Johnson, que, praticamente sozinho, fundou e dirigiu as revistas The Rambler (1750-1752), Adventurer (1752) e The Idler (1759). Destacaram-se também Henry Fielding e Oliver Goldsmith, autor de Citizen of the World (1760; Cidadão do mundo).
Na França do século XVIII não havia muitos ensaístas, exceção feita a Montesquieu, em Essai sur le goût (1748; Ensaio sobre o gosto), e Voltaire, em Essai sur les moeurs et l'esprit des nations (1756; Ensaio sobre os costumes e o espírito das nações), os dois maiores expoentes. No século XIX, entre os grandes ensaístas franceses destacaram-se Hippolyte Taine, autor de Essais de critique et d'histoire (1858; Ensaios de crítica e história), e Charles Augustin Sainte-Beuve, com suas Causeries de lundi (1851-1862; Conversas de segunda-feira) e Nouveaux lundis (1863-1870; Novas segundas-feiras).
Na Inglaterra, o ensaísmo conservou suas virtudes durante todo o século XIX. Foram grandes ensaístas: Charles Lamb, William Hazlitt, Thomas Carlyle, Percy B. Shelley, Thomas Macaulay, William Thackeray, Walter Bagehot, John Ruskin e muitos outros. O século XIX assinalou também o aparecimento de bons ensaístas nos Estados Unidos, como Ralph Emerson, Henry David Thoreau, Washington Irving e James Lowell. Outros foram o italiano Francesco de Sanctis e Benedetto Croce, embora o melhor de Croce já pertencesse ao século XX. Em Portugal, o ensaísmo restringiu-se a Antero de Quental e Alexandre Herculano. Na Russia destaca-se Leo Tolstoy e Yevgeny Zamyatin.
No século XX destacaram-se os ingleses Gilbert Keith Chesterton, Aldous Huxley, Thomas Eliot e George Orwell; o austríaco Stefan Zweig e o alemão Thomas Mann; os espanhóis Miguel de Unamuno e José Ortega y Gasset; os franceses Remy de Gourmont, Paul Valéry, Albert Camus, Maurice Maeterlinck e Marguerite Yourcenar; os portugueses Eduardo Lourenço, António Sérgio, Jorge de Sena e José Régio; a russa Ayn Rand; e os brasileiros Sérgio Buarque de Hollanda, Nelson Rodrigues, Gilberto Freyre, Augusto Meyer, Alceu Amoroso Lima.

### Ensaios e a História.
Um campo no qual o termo "ensaio" não perdeu seu poder original de chocar é o da história.
Em meados do século XIX, não muito após Leopold von Ranke (1795-1886) proclamar o ideal da história profissional, a história objetiva baseada em documentos oficiais preservados em arquivos, Jacob Burckhardt publicou seu livro sobre "A Civilização do Renascimento na Itália". O subtítulo do livro era curto, mas expressivo: "Um Ensaio" ("ein Versuch", em alemão).
Ele deixou bem claras as razões para escolher esse subtítulo na introdução do livro, que começa com a frase: "Essa obra leva o título de mero ensaio no sentido estrito da palavra", e prossegue sustentando que "a cada olho, talvez, os contornos de uma dada civilização apresentam uma figura diversa" e que "os mesmos estudos que serviram a esse trabalho podem facilmente, em outras mãos (...), conduzir a conclusões essencialmente diversas".
Para muitos críticos, há inúmeras razões para Jacob descrever suas obras como ensaios. Uma delas é para que ele se afastasse da história profissional, criando suas próprias versões da história, e fugindo do rigor imposto pelos profissionais de ciências sociais. Deste modo, faria com que a história ganhasse mais flexibilidade e se abrissem novas possibilidades de interpretação.

## Ensaístas famosos
- Susan Sontag
- Plutarco[4]
- Aldous Huxley (1894-1963)
- Ayn Rand (1905 - 1982)
- Michel de Montaigne (1533-1592)
- Voltaire (1697-1778)
- Eduardo Lourenço (1923-2020)
- Ralph Waldo Emerson (1803–1882)
- Henry David Thoreau (1817–1862)
- Leo Tolstoy (1828-1910)
- George Bernard Shaw (1856-1950)
- C.S. Lewis (1898–1963)
- Elina Patanè
- George Orwell (1903-1950)
- Marguerite Yourcenar (1903–1987)
- J.M. Coetzee
- Stephen Jay Gould
- Gilbert Keith Chesterton
- Richard Dawkins
- Mario Vargas Llosa (1936-)
- José Saramago (1922 - 2010)
- Yevgeny Zamyatin (1884 - 1937)